# Back in Business
Albums de EPMD
Business Never Personal
(1992) Out of Business
(1999)
Singles
1. Da Joint
Sortie : 21 octobre 1997
2. Richter Scale
Sortie : 11 novembre 1997

Back in Business est le cinquième album studio d'EPMD, sorti le 23 septembre 1997.
Après une séparation en 1992 en raison de différends personnels, le groupe s'est reformé et a publié cet album qui s'est classé 4e au Top R&B/Hip-Hop Albums et 16e au Billboard 200 et a été certifié disque d'or par la Recording Industry Association of America (RIAA) le 17 novembre 1997.

## Liste des titres
| No  | Titre                                                                          | Contient un (des) sample(s) de | Durée |
| --- | ------------------------------------------------------------------------------ | --- | ----- |
| 1.  | Intro (Produit par Erick Sermon)                                               | | 0:13  |
| 2.  | Richter Scale (Produit par Erick Sermon)                                       | Person to Person de l'Average White Band Jungle Boogie de Kool & the Gang California Love (LP Version) de 2Pac featuring Dr. Dre et Roger Troutman La Di Da Di de Doug E. Fresh et Slick Rick It's Like That (Big Brother) de Redman featuring K-Solo | 3:16  |
| 3.  | Da Joint (Produit par Rockwilder et Erick Sermon)                              | Help Me Make It Through the Night de Gladys Knight & the Pips That's the Joint de Funky 4 + 1 The New Style des Beastie Boys It's My Thing d'EPMD Think (About It) de Lyn Collins Funky Piano d'EPMD                                                  | 3:28  |
| 4.  | Never Seen Before (Produit par Erick Sermon)                                   | Just Kissed My Baby des Meters Public Enemy No. 1 de Public Enemy It's Funky Enough de The D.O.C. It's My Thing d'EPMD Fantastic Freaks at the Dixie de DJ Grand Wizard Theodore and The Fantastic Five Timebomb de Public Enemy                      | 2:51  |
| 5.  | Skit (featuring Das EFX et Nocturnal – Produit par Parrish Smith)              | | 0:24  |
| 6.  | Intrigued (featuring Das EFX – Produit par Erick Sermon)                       | Walk on By de Gloria Gaynor You're a Customer d'EPMD | 3:38  |
| 7.  | Last Man Standing (Produit par Parrish Smith)                                  | Midnight Groove du Love Unlimited Orchestra Hell on Earth (Front Lines) de Mobb Deep Change the Beat (Female Version) de Beside | 3:35  |
| 8.  | Get with This (Produit par Erick Sermon)                                       | We Don't Care de Manfred Hübler et Siegfried Schwab The Big Beat de Billy Squier I Know You Got Soul d'Eric B. & Rakim Crossover d'EPMD | 3:42  |
| 9.  | Do It Again (Produit par Erick Sermon)                                         | Funkin' for Jamaica (N.Y.) de Tom Browne | 2:52  |
| 10. | Apollo Interlude (featuring Darryl « Pop » Trotter – Produit par Erick Sermon) | | 1:18  |
| 11. | You Got's 2 Chill '97 (Produit par Erick Sermon)                               | More Bounce to the Ounce de Zapp You Gots to Chilld EPMD Jungle Boogie de Kool & the Gang | 3:26  |
| 12. | Put On (Produit par DJ Scratch)                                                | | 3:54  |
| 13. | K.I.M. (featuring Keith Murray et Redman – Produit par Erick Sermon)           | Symphonie n° 40 (3e mouvement) de Wolfgang Amadeus Mozart Da Mad Face Invasion d'Onyx Girls des Beastie Boys South Bronx des Boogie Down Productions Who Am I (Sim Simma) de Beenie Man                                                               | 4:36  |
| 14. | Dungeon Master (featuring Nocturnal – Produit par Parish Smith et 8-Off)       | | 3:24  |
| 15. | Jane 5 (Produit par Parish Smith)                                              | You Are What I'm All About de The New Birth Mary Jane de Rick James Papa Was Too de Joe Tex Jane d'EPMD Who Killed Jane? d'EPMD | 2:41  |
| 16. | Never Seen Before (Remix) (Produit par Erick Sermon)                           | Watching You de Slave AJ Scratch de Kurtis Blow It's Funky Enough de The D.O.C. | 2:52  |